# Kim Carnes
Kim Carnes (* 20. červenec 1945 Pasadena) je americká zpěvačka a skladatelka. Narodila se a vyrůstala v kalifornském městě Los Angeles. Svou kariéru začala v 60. letech, kdy psala písně pro jiné hudebníky, vystupovala v lokálních hudebních klubech a nazpívala několik doprovodných vokálů pro jiné umělce. V roce 1972 podepsala smlouvu s nezávislou hudební značkou Jimmyho Bowena a vydala své debutové album Rest on Me. V roce 1975 na jejím druhém albu, které neslo její jméno Kim Carnes, byly primárně její vlastní skladby, včetně jejího prvního singlu, který se dostal na 35. místo hudebního žebříčku Billboardu. Byla to píseň „You're a Part of Me“. V následujícím roce vydala album Sailin ', na kterém je nahrávka „Love Comes from Unexpected Places“. Tato píseň vyhrála v roce 1976 v soutěži American Song Festival a dostala cenu za nejlepší skladbu iv roce 1976 v Tokiu na hudební soutěži Tokyo Song Festival.
Jejím průlomem do světa hudby byl rok 1980, kdy ji Kenny Rogers přizval ke spolupráci na jeho konceptuálním albu, Gideon (1980), kde spolu nazpívali duet v písni „Do not Fall in Love with a Dreamer“ (v ČSSR byl známý v coververzi: Marie Rottrová & Pavel Bobek – „S tým bláznem si nic nezačínej“), který byl na čtvrtém místě žebříčku Billboard Hot 100, získal cenu Grammy. V témže roce byla její coververze písně Smokeyho Robinsona, „More Love", z jejího alba Romance Dance (1980) v žebříčku desátá. V následujícím roce vydala album Mistaken Identity, na kterém měla svůj celosvětový hit „Bette Davis Eyes". Ve Spojených státech amerických byl singl v žebříčku Billboard Hot 100 devět týdnů na první příčce a stal se nejprodávanějším singlem roku 1981. RIAA ho certifikovály na Zlato a vyhrál dvě ceny Grammy: jako nahrávka roku a také jako píseň roku. Album Mistaken Identity byl prvním v žebříčku Billboard 200, dostal od RIAA Platinovou certifikaci a byl nominován na cenu Cenu Grammy za album roku.
Jejími dalšími úspěšnými singly byly "Draw of the Cards" (# 28), „Does It Make You Remember" (# 36), „Crazy in the Night“ (# 15), s Barbrou Streisandovou „Make No Mistake, He 's Mine“ (# 51), s Kenny Rogersem a Jamesem Ingramem „What About Me?“, na soundtracku k filmu Flashdance byly jí na cenu Grammy nominované single, „Voyeur" (# 29) a „Invisible Hands“ (# 40). Měla úspěch i jako spoluautorka (# 1) duetu „The Heart Will not Lie“, který nazpívali Vince Gill a Reba McEntire.
Osobitý, chraplavý hlasový styl Kim Carnes je srovnáván se zpěvem Roda Stewarta. Výrazně se to projevilo i v jejím největším hitu, „Bette Davis Eyes“. Nejnovějším jejím studiovým projektem je album Chasin 'Wild Trains (2004). Momentálně zpěvačka žije v Nashville, Tennessee, kde nadále pokračuje v své písňové tvorbě.

## Ocenění
Ceny Grammy
| Rok  | Dílo                                                    | Cena                                                                              | Výsledek  |
| ---- | ------------------------------------------------------- | --------------------------------------------------------------------------------- | --------- |
| 1981 | „Don't Fall in Love with a Dreamer“ (with Kenny Rogers) | Best Pop Vocal Performance by a Duo, Group or Chorus                              | nominace  |
| 1982 | „Bette Davis Eyes“ (produced by Val Garay)              | Cena Grammy za nahrávku roka                                                      | vítězství |
| 1982 | Mistaken Identity                                       | Cena Grammy za album roka                                                         | nominace  |
| 1982 | „Bette Davis Eyes“                                      | Best Pop Vocal Performance, Female                                                | nominace  |
| 1983 | Voyeur                                                  | Best Rock Vocal Performance, Female                                               | nominace  |
| 1984 | Flashdance                                              | Best Album of Original Score Written for a Motion Picture or a Television Special | vítězství |
| 1984 | Flashdance                                              | Album of the Year                                                                 | nominace  |
| 1984 | „Invisible Hands“                                       | Best Rock Vocal Performance, Female                                               | nominace  |

- singl „Bette Davis Eyes“ též získal Grammy Award for Song of the Year. Vítězství získali autoři: Donna Weiss a Jackie DeShannon.
- singl „What About Me?“ byl v roku 1984 nominovaný na Grammy Award for Best Vocal Arrangement for Two or More Voices. Nominaci za aranžmány tehdy získal David Foster.[7]
- Carnes byla jednou z vícero umelců vystupujících v singlu „We Are the World“, který v roku 1986 získal čtyři ceny Grammy.

## Diskografie
- 1971: Rest on Me
- 1975: Kim Carnes
- 1976: Sailin'
- 1979: St. Vincent's Court
- 1980: Romance Dance
- 1981: Mistaken Identity
- 1982: Voyeur
- 1983: Café Racers
- 1985: Barking at Airplanes
- 1986: Light House
- 1988: View from the House
- 1991: Checkin' Out the Ghosts
- 2004: Chasin' Wild Trains